# Clayton (Louisiana)
Clayton és una població dels Estats Units a l'estat de Louisiana. Segons el cens del 2000 tenia 858 habitants.

## Demografia
Segons el cens del 2000, Clayton tenia 858 habitants, 317 habitatges, i 220 famílies. La densitat de població era de 208,3 habitants/km².
Dels 317 habitatges en un 34,1% hi vivien nens de menys de 18 anys, en un 32,8% hi vivien parelles casades, en un 31,9% dones solteres, i en un 30,3% no eren unitats familiars. En el 24,9% dels habitatges hi vivien persones soles el 12,9% de les quals corresponia a persones de 65 anys o més que vivien soles. El nombre mitjà de persones vivint en cada habitatge era de 2,71 i el nombre mitjà de persones que vivien en cada família era de 3,24.
Per edats la població es repartia de la següent manera: un 33,4% tenia menys de 18 anys, un 9,6% entre 18 i 24, un 21,7% entre 25 i 44, un 21,7% de 45 a 60 i un 13,6% 65 anys o més.
L'edat mediana era de 32 anys. Per cada 100 dones de 18 o més anys hi havia 83,6 homes.
La renda mediana per habitatge era de 14.100 $ i la renda mediana per família de 15.598 $. Els homes tenien una renda mediana de 22.250 $ mentre que les dones 12.500 $. La renda per capita de la població era de 7.955 $. Entorn del 38,9% de les famílies i el 45,3% de la població estaven per davall del llindar de pobresa.

## Poblacions més properes
El següent diagrama mostra les poblacions més properes.